# دين أوليفر (كرة سلة)
دين أوليفر (بالإنجليزية: Dean Oliver)‏ مواليد 5 نوفمبر 1978 في كوينسي، هو مدرب كرة سلة أمريكي ولاعب معتزل. بدأ مسيرته الاحترافية في سنة 2001. اعتزل اللعب في 2011.

## المسيرة الاحترافية
لعب مع غولدن ستايت ووريورز من سنة 2001 إلى 2003، ثم لعب مع أوكلاهوما سيتي بلو في سنة 2003، ثم لعب مع نادي سلوفان لكرة السلة في موسم 2004–2005، ثم لعب مع نادي زادار لكرة السلة في موسم 2005–2006، ثم لعب مع نادي دين بوش لكرة السلة من سنة 2007 إلى 2010.

## روابط خارجية
- دين أوليفر على موقع إن بي أي (الإنجليزية)
- دين أوليفر على موقع سبورتس رفرنس (الإنجليزية)
- دين أوليفر على موقع كرة السلة الأوروبية.كوم (الإنجليزية)
- دين أوليفر على موقع DraftExpress.com (الإنجليزية)
- دين أوليفر على موقع كلية كرة السلة في سبورتس رفرنس.كوم (الإنجليزية)
- دين أوليفر على موقع ريلجم (الإنجليزية)
- دين أوليفر على موقع بروبوليرز (الإنجليزية)
- دين أوليفر على موقع سبورتس رفرنس (الإنجليزية)
- دين أوليفر على موقع سبورتس رفرنس (الإنجليزية)